# Stopfkolbenverfahren
Das Stopfkolbenverfahren ist ein maschinelles Verfahren zur lagenweisen und hohlraumfreien Verdichtung von bindigen Bodenbaustoffen im Bohrloch. Das Verfahren wird bei späterer dynamischer Belastung des Baugrundes eingesetzt.
Dabei wird ein bindiger, verdichtungsfähiger Erdbaustoff in das Bohrloch durch Schütten eingebracht und lagenweise mit einem Stopfkolben verdichtet. Der Stopfkolben wird durch eine Schubkette angetrieben. Abhängig vom Durchmesser des Stopfkolbens und der Schubkraft der Schubkette wird auf diese Weise ein erheblicher Anpressdruck auf das zu verdichtende Erdbaumaterial ausgeübt.
Die so entstandene lagenweise verdichtete Säule ist ein Dichtelement, welches ähnliche geotechnische Merkmale aufweist, wie der zuvor durchbohrte Baugrund.

## Einsatzgebiete
Die lagenweise Herstellung einer verdichteten Verfüllung zu einem Dichtelement wird erforderlich, wenn der Baugrund durch eine Vielzahl von Sondierungsbohrungen gestört wird. Insbesondere in der Kampfmittelsondierung werden Bohrungen im engen Raster ausgeführt. Die Destabilisierung des Baugrundes wird nicht nur durch die Bohrung, sondern vor allem durch die Art der Verfüllung beeinflusst.
Dynamische Kräfte v. a. durch rollenden Verkehr auf Schienen und Straßen und durch pulsartige Kräfte in Wasserstraßen durch Wellenbewegung und Schiffsschrauben können Setzungen des zur Verfüllung in das Bohrloch eingebauten Baustoffs bewirken. Die durch Stopfkolbenverdichtung erreichte Dichte und Steifigkeit reduziert die Gefahr der durch dynamische Belastung verursachten Setzung.